# Championnats du monde Xterra 2000
Navigation
Édition précédente Édition suivante
Les championnats du monde Xterra 2000, organisé par la Team Unlimited, s'est déroulé le 22 octobre à Maui dans l'État d'Hawaï. Les triathlètes se sont affrontés lors d'une épreuve sur distance M, comprenant 1500 mètres de natation, 30 km de vélo tout terrain (VTT) et 10 km de course à pied hors route.

## Résultats
Les tableaux présentent les « Top 10 » hommes et femmes des championnats du monde. 
| Position           | Triathlète    | Pays       | Temps           |
| ------------------ | ------------- | ---------- | --------------- |
| Médaille d'or      | Michael Tobin | États-Unis | 2 h 30 min 53 s |
| Médaille d'argent  | Mike Vine     | Canada     | 2 h 33 min 10 s |
| Médaille de bronze | Mike Pigg     | États-Unis | 2 h 33 min 43 s |
| 4                  | Wesley Hobson | États-Unis | 2 h 35 min 8 s  |
| 5                  | Ned Overend   | États-Unis | 2 h 37 min 28 s |
| 6                  | Jimmy Archer  | États-Unis | 2 h 40 min 19 s |
| 7                  | Erik Burgan   | États-Unis | 2 h 41 min 6 s  |
| 8                  | Kerry Classen | États-Unis | 2 h 42 min 35 s |
| 9                  | Patrick Brown | États-Unis | 2 h 43 min 42 s |
| 10                 | Peter Reid    | Canada     | 2 h 44 min 6 s  |

| Position           | Triathlète       | Pays       | Temps           |
| ------------------ | ---------------- | ---------- | --------------- |
| Médaille d'or      | Kerstin Weule    | États-Unis | 3 h 7 min 4 s   |
| Médaille d'argent  | Mélanie McQuaid  | Canada     | 3 h 9 min 17 s  |
| Médaille de bronze | Ulrike Blank     | Allemagne  | 3 h 17 min 32 s |
| 4                  | Karen Masson     | États-Unis | 3 h 17 min 40 s |
| 5                  | Jenny Tobin      | États-Unis | 3 h 18 min 40 s |
| 6                  | Erin McCarthy    | États-Unis | 3 h 19 min 22 s |
| 7                  | Jody Purcell     | Australie  | 3 h 19 min 52 s |
| 8                  | Cherie Touchette | États-Unis | 3 h 22 min 3 s  |
| 9                  | Lesley Tomlinson | États-Unis | 3 h 23 min 5 s  |
| 10                 | Ariane Gutknecht | Suisse     | 3 h 24 min 54 s |